# IC 716
IC 716 је спирална галаксија у сазвјежђу Дјевица која се налази на листи објеката дубоког неба у Индекс каталогу.
Деклинација објекта је - 0° 12' 20" а ректасцензија 11h 39m 3,3s. Привидна величина (магнитуда) објекта IC 716 износи 14,0 а фотографска магнитуда 14,8. IC 716 је још познат и под ознакама UGC 6612, MCG 0-30-18, CGCG 12-47, KARA 492, PGC 36102.